# Dwight Yorke
Dwight Eversley Yorke (Canaan, 3. prosinca 1971.) je umirovljeni nogometaš s Trinidada i Tobaga. Tijekom svoje klupske karijere igrao je za Aston Villu, Manchester United, Blackburn Rovers, Birmingham City, Sydney i Sunderland, uglavnom kao napadač.
Yorke je zabio 123 gola u Premier Ligi, što je bio rekord za neeuropljana do 2017., kada ga je oborio Sergio Agüero. Na Svjetskom prvenstvu u Njemačkoj 2006., Yorke je nastupio s reprezentacijom Trinidada i Tobaga u sve tri utakmice grupne faze kao kapetan.

## Klupska karijera

### Aston Villa
Yorka je prvi put 1989. zamjetio trener Aston Ville Graham Taylor. Tada 17-godišnji Yorke odigrao je prijateljsku utakmicu protiv Aston Ville, a Taylor je bio impresioniran njegovom igrom te mu ponudio probu. Yorke je naknadno dobio stalni ugovor i igrao je za rezerve kluba većinu sezone 1989./90. U prvoj ligi debitirao je 24. ožujka 1990. u pobjedi 1:0 protiv Crystal Palacea.
Yorke je s Aston Villom igrao finale Liga Kupa 1995./96. u kojem su slavili protiv Leeds Uniteda rezultatom 3:0, a Yorke je bio i strijelac trećeg pogotka. Dana 30. rujna 1996. postigao je hat-trick protiv Newcastle Uniteda u porazu od 4-3. Newcastle je na poluvremenu vodio 3:1, a Villa je imala i igrača manje. Yorke je pokazao sjajan karakter te u drugom poluvremenu zabio još dva gola kako bi dovšio hat-trick. Zabio je i za 4:4, no gol je poništen zbog zaleđa. Godine 1998. za Yorka se zainteresirao Manchester United, te nakon kontroverza s menadžerom ipak dolazi do transfera u kolovozu iste godine za 12,6 milijuna funti.

### Manchester United
U svojoj prvoj sezoni u Manchester Unitedu Yorke je bio ključni igrač u vođenju kluba do velikih uspjeha u Premier ligi, FA Kupu i UEFA Ligi prvaka te stvaranja legendarnog partnerstva s Andyjem Coleom. 
Debitirao je 15. kolovoza 1998. protiv Evertona, gdje je odigrao svih 90 minuta. Prva dva pogotka je zabio 8. rujna 1998. Charlton Athleticu, kad upisuje i prvu asistenciju. Yorke je sezonu završio kao najbolji strijelac Premier Lige uz Michaela Owena i Jimmyja Floyda Hasselbainka s 18 golova, a osvojio je i nagradu Igrača sezone Premier Lige. Yorke je pridonio ulasku Manchester Uniteda u finale Lige prvaka golovima protiv Bayern Münchena, Barcelone, Intera i Juventusa. U samom finalu njegova kvaliteta nije došla do izražaja, ali je zamjena Andyja Colea, Ole Gunnar Solskjaer zabio u 93. minuti za potpuni preokret te donio Crvenim vragovima naslov prvaka Europe. Manchester United je također bio i pobjednik FA Kupa, što znači da su osvojili trebl.
U idućoj sezoni, 1999./00., Yorke je također bio redoviti član momčadi koja je ponovila uspjeh iz prethodne sezone u Premier Ligi, postigavši 22 gola u svim natjecanjima. Unatoč njegovoj manje uspješnoj trećoj sezoni, Yorke je postigao hat-trick u okršaju s vrha tablice, protiv Arsenala dok je United osvojio treći uzastopni naslov prvaka. U siječnju 2002. propao je prelazak u Middlesbrough, a tog je mjeseca odigrao posljednju utakmicu za United. Ukupno je postigao 65 golova za Manchester United u 147 nastupa.

## Trofeji

### Aston Villa
Engleski Liga Kup: 1995./96.
Manchester United
FA Premier Liga: 1998./99., 1999./00., 2000./01.
FA Kup: 1998./99.
UEFA Liga prvaka: 1998./99.
Sydney FC
Australska A Liga: 2005./06.
Sunderland
FL Championship: 2006./07.
Trinidad i Tobago
Kup Kariba: 1989.